# Азалі Ассумані
Азалі Ассумані (араб. غزالي عثماني; нар. 1 січня 1959) — коморський військовик (полковник) і політик, тричі президент Коморських Островів.

## Біографія
Народився 1 січня 1959 року в містечку Мітсудже на острові Гранд-Комор, за 15 км від столиці країни Мороні.
Після закінчення столичного коледжу він обрав для себе кар'єру військового і був направлений на навчання в Королівську військову академію Марокко. Після повернення на батьківщину деякий час виконував обов'язки головного особистого секретаря Комор, а пізніше командував підрозділом в Національній школі збройних сил і жандармерії.
Бажання отримати ґрунтовну військову освіту привело Ассумані до Франції, де він закінчив спочатку піхотне училище в Монпельє, потім міжнародний військовий коледж в Парижі.
В 1990 році полковник Ассумані обійняв посаду тимчасового командувача збройними силами Коморських островів. У квітні 1999 року він очолив військовий переворот, в ході якого був відсторонений від влади президент Массунд, скасована конституція і розпущені всі державні інститути влади. 6 травня 1999 року бунтівний полковник на підставі введеної їм тимчасової конституції проголосив себе президентом.

## Президентство
Події на Коморських островах не були непоміченими світовою громадськістю. Саме завдяки її впливу Ассумані змушений був у грудні 1999 року призначити цивільного прем'єр-міністра, зробивши тим самим перший крок до переходу від військового режиму до цивільного. Він оголосив, що добровільно залишить посаду президента, щоб передати владу новому демократично обраному голови держави. В 2001 році на референдумі була прийнята нова конституція, за якою вибори президента мають проходити по черзі на трьох островах (і лише після цього населення країни в загалом мало зробити вибір між трьома кандидатами, які отримали найбільшу підтримку на рідному острові), щоб виключити можливість концентрації влади в руках однієї особи на кілька термінів поспіль. Але обіцянку піти Ассумані не виконав, придумавши хитрий хід: залишив військову службу і почав передвиборну кампанію, як цивільна особа. Посаду президента Ассумані залишив у січні 2002 року, щоб через три місяці брати участь на виборах, які мали пройти на його рідному острові Гранд-Комор. Отримавши там майже 40 % голосів і вийшовши в другий, загальнонаціональний, тур, 14 квітня 2002 року на загальних президентських виборах Ассумані переміг. Однак демократичність виборів була поставлена під сумнів, як і всередині країни, так і закордонними спостерігачами, оскільки два суперника Ассумані, що вийшли разом з ним у другий тур, зняли свої кандидатури, що зробило голосування за колишнього військового лідера безальтернативним. Але США визнали вибори вільними і демократичними.
Азалі Ассумані став першим президентом фактично нової держави — Союзу Коморських островів. До нього три острови перебували у постійних конфліктах один з одним. Новий президент провів вибори до федерального парламенту, сформував перший федеральний уряд, визнав право островів на автономію.
Але не всі були задоволені політикою Ассумані. За час його президентства були спроби чергового державного перевороту і замах на життя президента. Ассумані не отримав очікуваної підтримки на парламентських виборах 2004 року. Під час його правління Комори — одна з найбідніших держав світу, де не в повній мірі дотримуються права людини.
У зовнішній політиці прихильник співпраці з африканськими державами.
26 травня 2006 року залишив посаду, передавши владу переможцю виборів, представнику Анжуану Агмеду Абдаллі Самбі.
В 2016 році право вибору президента знову перейшло до острова Гранд-Комор, тому Ассумані мав можливість виставити свою кандидатуру знову. При виборах кандидатів від острова Ассумані обійняв лише третє місце, набравши менше 15 % голосів і пропустивши вперед чинного президента Дуаніна і екс-президента Самбі Мохамеда Алі Суаліхі і губернатора Гранд-Комора Муінне Бараку, але зміг пройти в загальнонаціональний тур голосування, де з мінімальною перевагою переміг Суаліхі, набравши 41,4 % голосів при 39,7 % у Суаліхі (для перемоги в загальнонаціональному турі достатньо простої більшості голосів). 26 травня 2016 року Ассумані знову став президентом Комор.
30 липня 2018 року на Коморських островах пройшов ініційований Ассумані конституційний референдум з питання про зміну порядку виборів президента країни. Суть запропонованих Ассумані змін полягала у скасуванні обов'язкового чергування на президентській посаді представників трьох островів по черзі і запровадження єдиного загальнонаціонального голосування. Замість цього пропонувалося ввести обмеження двома термінами права однієї людини обіймати президентську посаду. Ці поправки дозволили б чинному президенту балотуватися на посаду голови держави вдруге поспіль. За внесення змін до конституції проголосувало 92,74 % виборців, проти — 7,26 %.